# Lac Kaaiakwanapiskwakamak
Lac Kaaiakwanapiskwakamak är en sjö i Kanada.   Den ligger i regionen Mauricie och provinsen Québec, i den östra delen av landet, 400 km norr om huvudstaden Ottawa. Lac Kaaiakwanapiskwakamak ligger 469 meter över havet. Arean är 1,2 kvadratkilometer. Den sträcker sig 2,8 kilometer i nord-sydlig riktning, och 1,0 kilometer i öst-västlig riktning.
I omgivningarna runt Lac Kaaiakwanapiskwakamak växer i huvudsak blandskog. Trakten runt Lac Kaaiakwanapiskwakamak är nära nog obefolkad, med mindre än två invånare per kvadratkilometer.